# Розвел (Охајо)
Розвел (енгл. Roswell) град је у америчкој савезној држави Охајо.

## Демографија
По попису из 2010. године број становника је 219, што је 57 (-20,7%) становника мање него 2000. године.
| Група             | 2000.       | 2010.       |
| Белци             | 274 (99,3%) | 216 (98,6%) |
| Афроамериканци    | 0 (0,0%)    | 1 (0,5%)    |
| Азијати           | 0 (0,0%)    | 0 (0,0%)    |
| Хиспаноамериканци | 0 (0,0%)    | 1 (0,5%)    |
| Укупно            | 276         | 219         |